# وهم القمر

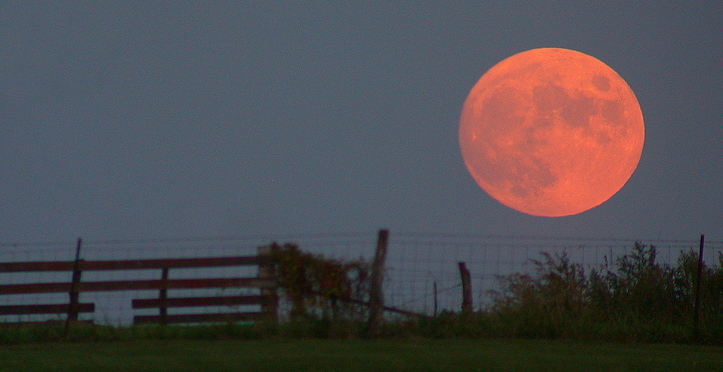
صورة لقمر الحصاد.

 وهم القمر  هو خداع بصري يبدو فيه القمر أكبر بالقرب من الأفق منه حين يرتفع في السماء. هذا الخداع البصري يحدث أيضًا في الشمس والكوكبات. عرفت تلك الظاهرة من العصور القديمة، وسجلت من قبل العديد من الثقافات المختلفة. شرح تلك الظاهرة ما زال قيد البحث والنقاش.

## تفسير الظاهرة
هناك تفسير للظاهرة، يعود إلى أرسطو يقول بأن القمر يظهر في الأفق القريب أكبر بسبب تأثير تكبير حقيقي ناجم عن الغلاف الجوي للأرض، وقد ثبت أن ذلك غير صحيح، فعلى الرغم من أن الغلاف الجوي يغير من لون القمر، إلا أنه لا يكبّره.
في كتاب المناظر، أكد ابن الهيثم أن الرؤية تحدث في الدماغ، وأن التجربة الشخصية لها تأثير على ما يراه الناس وكيف يرونه، وأن الرؤية والتصور مسائل نسبية. كما عارض نظرية بطليموس حول الانكسار، حيث عرّف المشكلة بأن التضخم نسبي وليس حقيقي. وقال أن الحكم على مسافة كائن يعتمد على وجود نوعية الوسائط المادية بين الكائن والرائي. وفي حالة القمر، رغم أن ليس هناك كائنات وسيطة. لذلك، وحيث أن حجم الكائن يعتمد على المسافة التي يُرى منها، وهي في هذه الحالة مسافة غير دقيقة، لذا يبدو القمر أكبر في الأفق. من خلال أعمال روجر باكون وجون بيكهام وويتلو اعتمادًا على شرح ابن الهيثم، أصبحت ظاهرة وهم القمر مقبولة تدريجيًا كظاهرة نفسية، في حين رفضت نظرية بطليموس في القرن السابع عشر. ولأكثر من 100 عام، أجريت أبحاث على ظاهرة وهم القمر من قبل العلماء، إلا أن لا نظرية واحدة من النظريات التي فسرت الظاهرة، حظيت بالإجماع حولها.

## وصلات خارجية
- A vision scientist reviews and critiques moon illusion theories (and argues for oculomotor micropsia).
- Another careful review of moon illusion research.
- A physicist offers opinions about current theories
- Summer Moon Illusion - NASA
- Why does the moon look so big now?
- Why does the Moon appear bigger near the horizon? from The Straight Dope
- #moonillusion Moon illusion illustrated
- Moon illusion discussed at Bad Astronomy website
- New Thoughts on Understanding the Moon Illusion
- Father-Son Scientists Confirm Why Horizon Moon Appears Larger
- Astronomy Picture of the Day — 16 June 2009